# 黛安娜·席佛斯
黛安娜·席佛斯（英語：Diana Silvers，1997年11月3日—）是一位美國演員和模特兒。
她知名的作品有在2019年電影《A+瞎妹》中飾演Hope，同年電影《恐怖大媽》中飾演Maggie 以及在2020年Netflix喜劇影集《太空部隊》中飾演Erin。

## 早年生活
席佛斯出生在洛杉磯，是家中六個小孩的第五個， 她的母親瑞士人，她的父親則是猶太人。
12歲的席佛斯在看完電影《不一樣的天空》後開始參加舞台劇營隊，並決定以演戲為志向。席佛斯在Palisades Charter 高中就學，在那裡她學習網球。 她在紐約大學學習演戲，但之後改變主修歷史副修電影。她在2017年大三的時候輟學。

## 職業發展

### 演員
席佛斯的首次戲劇演出是在Hulu驚悚影集《黑暗詩選》（2018-至今），接著在2019年的奈特·沙馬蘭電影《異裂》。 
在大學的時候，她參加了驚悚片恐怖大媽的試鏡，儘管她當時覺得自己搞砸了，不過她拿到了角色。席佛斯在拍攝恐怖大媽電影期間得到了《A+瞎妹》的劇本，原本想要試鏡主要角色的暗戀對象，但之後改為試鏡Hope。 
2018年10月，席佛斯據報導被選為動作片《追殺艾娃》（原先為 Eve）的演員之一。
2019年9月，席佛斯據宣布將飾演Netflix喜劇影集《太空部隊》(2020年-至今)的Erin Nard。 
她也將加入莎拉·艾迪那·史密斯的電影《Birds of Paradise》的演員陣容。

### 模特兒
錄取紐約大學之後，席佛斯在她高四的時在Instagram上被模特兒經紀公司IMG models發掘，並透過當模特兒支付大學學費。2019年，她替史黛拉·麥卡尼的秋季時裝秀收尾。

## 影視作品
| 年份 | 名稱     | 角色            | 備註                  |
| ---- | -------- | --------------- | --------------------- |
| 2019 | 黑暗詩選 | Kimberly Tooms  | 單集: "Flesh & Blood" |
| 2019 | 異裂     | 啦啦隊女孩      | 電影                  |
| 2019 | A+瞎妹   | Hope            | 電影                  |
| 2019 | 恐怖大媽 | Maggie Thompson | 電影                  |
| 2020 | 太空部隊 | Erin Naird      | Main role             |
| 2020 | 追殺艾娃 | Camille         | 電影                  |
| 2021 | 天堂鸟   | Kate Sanders    | 電影                  |
| 2024 | 喋血雙雄 | Jenn Clark      | 電影                  |